# کشت پایا

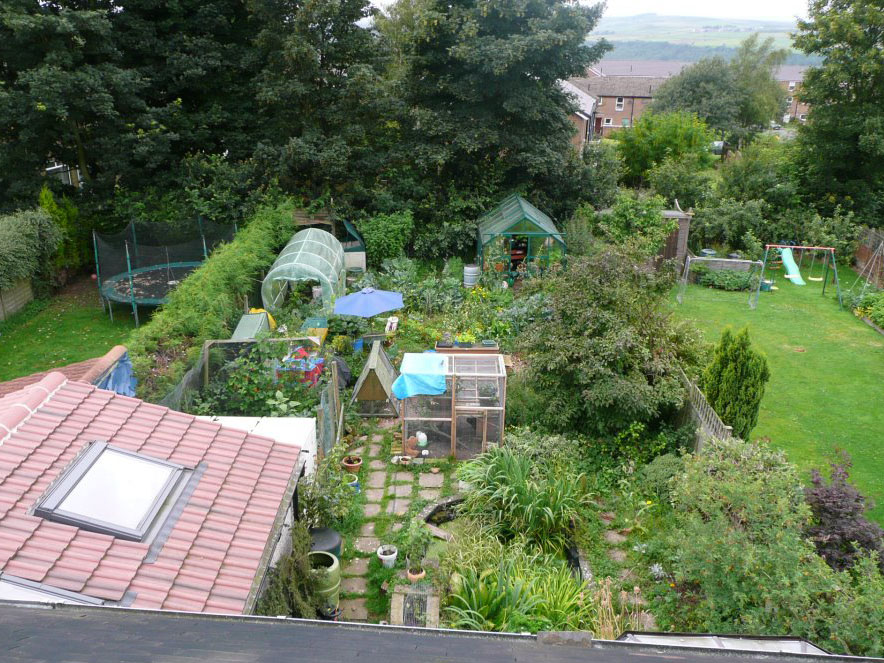
کشت پایا

کشت پایا (به انگلیسی: Permaculture) (از ترکیب دو واژۀ permanent و culture) شامل مجموعه‌ای از اصول طراحی مبتنی بر تفکر، شبیه‌سازی یا کاربرد مستقیم الگوهای انعطاف‌پذیری است که در اکوسیستم‌های طبیعی مشاهده و یافت می‌شود.
کشت پایا یک نظام کشاورزی و اصول طراحی اجتماعی به حساب می‌آید که به موجب آن به صورت مستقیم یا شبیه‌سازی شده از الگو یا ویژگی‌های مشاهده شده در اکوسیستم طبیعی استفاده می‌شود. توسعهٔ کشت پایا از ۱۹۷۸ آغاز شد. این اصطلاح را دیوید هولمرجن و بیل ملیسون برای نخستین بار به کار بردند.
کشت پایا از شاخه‌های متعددی مانند طراحی اکولوژیک، مهندسی اکولوژیک، طراحی مبتنی بر محیط زیست، ساخت و مدیریت منابع چند گانهٔ آب تشکیل شده‌است. این زیر شاخه‌های کشت پایا معماری پایدار را توسعه می‌دهند. همچنین حافظ نظام کشاورزی مبتنی بر اکوسیستم طبیعی و گونه‌های گیاهی و جانوری منطقه می‌باشند.
میلسون می‌گوید: کشت پایا نگرش هم‌گامی به جای حرکت علیه طبیعت، مشاهدهٔ عمیق و پیوسته به جای اقدام سطحی و شتابزده و توجه پیوسته به گیاهان و جانوران با همهٔ کارکردهای آن‌ها به جای تشویق کشت تک محصوله برای یک ناحیه می‌باشد.

## پیشینه

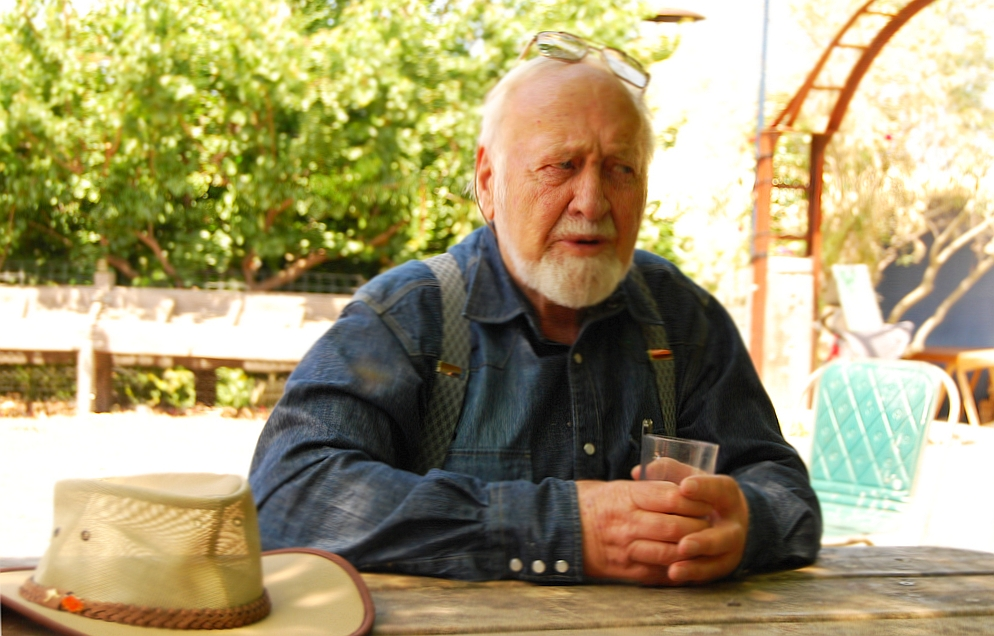
بیل مالیسون

در سال ۱۹۲۹، راسل اسمیت عنوان فرعی بدیعی را برای کتاب خود یعنی ثمرات درخت برگزید: کشاورزی پایدار. او در این کتاب از تجربهٔ خود در زمینهٔ استفاده از میوه‌های گوناگون و دانه‌های غلات به عنوان محصولاتی که برای تغذیه انسان و جانواران به کار می‌روند، سخن می‌گوید. اسمیت به جهان به دید یک کل با اجزای به هم مرتبط نگاه می‌کند. به اعتقاد او در این جهان باید نظام کشت و زرع با حرکت طبیعت یکسان‌سازی و هماهنگ شود. کتاب اسمیت الهام بخش افرادی بوده‌است که به کشاورزی پایدار می‌اندیشند. برای نمونه می‌توان به تویوهیکو کاگاوا که پیشگام راه‌اندازی کشاورزی جنگلی بوده‌است، اشاره نمود.
تعریف پذیرفته شدهٔ کشاورزی پایدار، در کتاب آب برای هر زمین نوشته پ. آ یئومانس نیز مورد تأیید قرار گرفته‌است. یئومانس در دههٔ ۴۰ رویکردی مشاهده محور را برای بهره‌برداری از زمین‌های کشاورزی در استرالیا معرفی نمود. او همچنین در دههٔ بعد طراحی خطوط کلیدی را به عنوان راه‌حلی برای مدیریت تأمین و توزیع منابع آبی پایه‌ریزی نمود.
فعالیت‌های سوآرت برندی نخستین گام‌ها در راه کشاورزی پایدار بود که توسط هولمگرن نوشته شد. از دیگر فعالیت‌های این دوره می‌توان به اقدامات روت استوت و استر دینز اشاره کرد که پایه‌گذار روش کشاورزی بدون حفر بودند. همچنین می‌توان از ماسانوبو فوکوکا نام برد که در اواخر ۱۹۳۰ در ژاپن، پشتیبانی از طرح باغ‌داری بدون شخم همچنین کشاورزی طبیعی را آغاز کرد.
در اواخر دههٔ شصت، بیل مالیسون و دیوید هولمگرن طرح‌ریزی ایدهٔ کشاورزی پایدار را در جزیزهٔ تاسمانی در جنوب استرالیا را آغاز نمودند. این فعالیت‌ها در واقع پاسخی بود به تبعات خطرناک کشاورزی صنعتی که بیش از قبل خود را نمایان می‌ساخت. به عقیدهٔ آن‌ها کشاورزی صنعتی به مقدار زیادی به منابع تجدید ناپذیر وابسته است. همچنین منابع آبی و خاک را آلوده می‌کند، تنوع زیستی را کاهش داده و میلیون‌ها تن خاک حاصل‌خیز را از بین می‌برد. در پاسخ به این معایب، این دو محقق دست به طراحی مدلی زدند که بعدها در سال ۱۹۷۸ در قالب کتابی با عنوان کشت پایا یک به چاپ رسید.
با آغاز دههٔ هشتاد میلادی مفهوم کشاورزی پایدار یا کشت پایا حوزهٔ شمول خود را از نظام کشاورزی به زیستگاه پایدار انسانی گسترش داد. پس از نشر کشت پایا یک، میلسون با راه اندازی صدها وب سایت مرتبط با این موضوع و نگارش کتاب‌های متعدد به‌طور ویژه کتاب کشت پایا: راهنمای طراحان سعی در تفهیم این موضوع نمود. میلسون در بیش از ۸۰ کشور جهان به سخنرانی پرداخته‌است. همچنین صدها دانشجو در دورهٔ دو هفته‌ای او با عنوان طراحی پرماکلچر شرکت به عمل رسانده‌اند. میلسون فارغ التحصیلان دوره‌های آموزشی خود را به تربیت دانشجویان تازه از راه تأسیس موسسات آموزشی و راه اندازی وب سایت ترغیب می‌کند. این تأثیرگذاری فزاینده به گسترش مفهوم کشت پایا کمک قابل توجهی داشته‌است.

## تئوری
دوازده اصل طراحی دیوید هولمگرن در کتاب کشت پایا، اصول و راه‌کارهایی فراتر از سازگاری دوزاده اصل طراحی کشت پایا به این شکل برمی‌شمرد:
1. مشاهده و تعامل: هنگامی که خود را با طبیعت درگیر کنیم می‌توانیم به راه حلی برسیم که این پاسخ می‌تواند راه‌کار مناسب برای شرایط ویژه‌ای که در آن قرار داریم باشد.
2. دریافت و ذخیره‌سازی انرژی: با راه اندازی سیستم ذخیره‌سازی، در زمان فراوانی، انرژی را ذخیره کنید تا در زمان نیاز از آن استفاده کنید.
3. بازدهی بخواهید: مطمئن شوید که نسبت به آنچه انجام می‌دهید بازده درخوری را دریافت می‌کنید.
4. برای خود اصولی در نظر بگیرید و بازخورد دریافت کنید: باید جلوی فعالیت‌های نامناسب گرفته شود تا سیستم بتواند به خوبی به فعالیت خود ادامه دهد.
5. از منابع تجدیدپذیر استقبال کنید: تا جایی که امکان دارد از ظرفیت‌های طبیعی استفاده کنید تا رفتارهای مصرف‌گرایانه همچنین وابستگی به منابع غیر تجدید پذیر را کاهش یابد.
6. پسماند تولید نکنید: با ارزش قائل شدن برای تمام منابع و استفاده بهینه از آن‌ها، سعی کنید چیزی را تلف نکنید.
7. طراحی را از الگوها تا جزئیات پیش ببرید: اگر کمی تأمل کنیم، می‌توانیم الگوهای مناسبی را از طبیعت و جامعه به دست آوریم. این الگوها می‌توانند پیکربندی اصلی طرح ما را شکل دهند تا پس از آن با جزئیات مناسب طرح خود را کامل کنیم.
8. به جای جداسازی ادغام کنید: از آن‌جا که پدیده‌ها برای حمایت از یکدیگر به همکاری سوق داده می‌شوند، می‌توانید با قرار دادن پدیده‌ها در محل مناسب، ارتباط بین آن‌ها گسترش دهید.
9. به دنبال نتایج کوچک و تدریجی باشید: سیستم‌های کوچک و تدریجی راحت‌تر از سیستم‌های بزرگ به نتیجه خواهند رسید. از منابع محلی به شکل مطلوب‌تری استفاده کنید و به دنبال نتایجی باشید که انطباق پذیری بیشتری داشته باشند.
10. از تنوع استقبال کنید: تنوع، آسیب‌پذیری در مقابل خطرات گوناگون را کاهش می‌دهد و کمک می‌کند تا از محیط طبیعی یکتایی که در آن اقامت دارید بیشتر بهره‌مند شوید.
11. از مرزها استفاده کنید و برای حاشیه‌ها ارزش قائل شوید: خط اتصال بین پدیده‌ها جایی است که جالب‌ترین اتفاقات خواهد افتاد. در این نقاط با ارزش‌ترین، سازنده‌ترین و متنوع‌ترین اجزای سیستم یافت خواهند شد.
12. استفادهٔ سازنده و پاسخ مناسب به تغییرات: با مشاهدهٔ دقیق و مداخلهٔ به موقع ما می‌توانیم تأثیر مناسبی از تغییرات اجتناب ناپذیر دریافت کنیم.